# Marius Broening
Marius Broening (24 ottobre 1983) è un velocista tedesco.

## Palmarès
| Anno | Manifestazione | Sede       | Evento  | Risultato | Prestazione | Note |
| ---- | -------------- | ---------- | ------- | --------- | ----------- | ---- |
| 2009 | Mondiali       | Berlino    | 4×100 m | Batteria  | dnf         |      |
| 2010 | Europei        | Barcellona | 4×100 m | Bronzo    | 38"44       |      |
| 2011 | Mondiali       | Taegu      | 4x100 m | Batteria  | dnf         |      |

## Altre competizioni internazionali
2005
- Coppa Europa di atletica leggera ( Firenze)

2011
- Campionati europei a squadre di atletica leggera ( Stoccolma)